# AC Cambrai
Der Athlétic Club Cambrésien oder kurz AC Cambrai ist ein französischer Fußballverein aus der nordfranzösischen Stadt Cambrai.
Seine Vereinsfarben sind Schwarz und Gelb. Die Ligamannschaft tritt im 1952 eröffneten Stade de la Liberté an, das heutzutage nur noch über eine Kapazität von rund 1.500 Zuschauerplätzen verfügt.

## Geschichte
Gegründet wurde der Athlétic Club 1919, kurz nach Ende des Ersten Weltkriegs; ihr erstes überliefertes Spiel trugen Cambrais Fußballer Anfang März desselben Jahres gegen die Soldatenmannschaft des noch in der Gegend stationierten englischen Worcestershire Regiments aus. In einer Region mit großer fußballerischer Tradition – zur regionalen ersten Liga 1919/20 wurden sechs Vereine aus Roubaix, Tourcoing und Lille sowie drei von der Küste des Ärmelkanals zugelassen – gehörte der AC Cambrai weder in den 1920er noch in den 1930er Jahren, als es einen landesweiten, professionellen Spielbetrieb in Frankreich gab, zu den Mannschaften in der vordersten Reihe. Erst nach dem Zweiten Weltkrieg, im Sommer 1951, stieg der ACC erstmals in die oberste regionale Spielklasse, die Division d’Honneur Nord, auf; die war inzwischen allerdings nur noch eine Staffel der insgesamt vierthöchsten Liga beziehungsweise der zweithöchsten Amateurligenstufe. Ab 1964 spielte Cambrai dann drittklassig und erreichte 1966 als Nordfrankreichmeister sogar das Endspiel um die französische Amateurmeisterschaft. Darin unterlag die Mannschaft gegen Gazélec FCO Ajaccio mit 2:4 n. V., nachdem sie erst in der Schlussminute der regulären Spielzeit den 2:2-Ausgleich hatte hinnehmen müssen. Freilich blieben die Zuschauerzahlen im heimischen Stade de la Liberté selbst in den sportlich erfolgreichsten Jahren mäßig; so lag die mittlere Besucherzahl zwischen 1965 und 1975 stets nur zwischen 1.100 und 1.800 – mit Ausnahme der Spielzeit 1965/66, als sie etwas mehr als 2.200 betrug. Der Vereinsrekord mit 5.217 zahlenden Zuschauern wurde bei einem Heimspiel gegen den Nachbarn US Valenciennes-Anzin in der Zweitligasaison 1973/74 aufgestellt.
Auch eine Frauenfußballabteilung hat der Verein besessen. Ab der Saison 1984/85 traten Cambrais Spielerinnen in der Nordgruppe der höchsten Liga an, konnten sich aber gegen die dominierenden regionalen Konkurrentinnen aus Étrœungt, Hénin-Beaumont und Saint-Maur nicht durchsetzen; als die Teilnehmerzahl der französischen Frauenliga 1987 auf 30 reduziert wurde, gehörte Cambrai nicht zu den Qualifizierten.

## Ligazugehörigkeit und Erfolge
Der Verein hat bisher noch nie Profistatus besessen und auch noch nie in der höchsten französischen Liga gespielt. Dafür war der AC Cambrai aber fünf Jahre lang, nämlich von 1970, als die Liga von einer reinen Profispielklasse in einen auch für Amateurteams offenen Wettbewerb umgewandelt wurde, bis 1975 in der zweiten Division vertreten. Ihre beste Platzierung im dortigen Abschlussklassement erreichten die Fußballer 1972/73 mit einem zwölften Tabellenrang in ihrer 18er-Gruppe.
Im Pokalwettbewerb um die Coupe de France brachten es die Cambrésiens bisher auf 16 Hauptrundenteilnahmen; der zeitliche Schwerpunkt dabei lag zwischen Mitte der 1950er und Mitte der 1970er Jahre. Zwischen 1957/58 und 1966/67 fehlten sie sogar nur bei zwei der zehn Austragungen. Bei ihrer ersten Teilnahme in der Saison 1955/56 unterlag der damalige Fünftligist den Zweitligaprofis von Stade Français Paris noch standesgemäß mit 0:4, und auch in 13 weiteren Spielzeiten überstanden die Schwarz-Gelben die erste Runde, das Zweiunddreißigstelfinale, nicht. Gleich dreimal war es Red Star (1971, 1972 und 1992), der den ACC aus dem Wettbewerb ausschaltete. Zweimal allerdings stieß Cambrai sogar bis ins Achtelfinale vor, nämlich 1963 und 1969. 1963 führte der Weg dahin über zwei andere Amateurmannschaften, ehe die Girondins Bordeaux mit 5:0 problemlos die Oberhand behielten; 1969 hingegen schaltete Cambrai zunächst den Erstdivisionär FC Rouen aus, der zuvor gerade 13 Pflichtspiele in Folge nicht mehr verloren hatte, und im Sechzehntelfinale den SO Cholet. Danach folgten allerdings zwei 0:1-Niederlagen – in jener Zeit wurden die letzten Runden vor dem Endspiel in Hin- und Rückspiel ausgetragen – gegen den klassengleichen FC Mulhouse. Die bis in die Gegenwart (2013) letzte Hauptrundenteilnahme gelang dem ACC 2006/07; dabei zwang er den späteren Finalisten Olympique Marseille in die Verlängerung, in der erst der Vier-Klassen-Unterschied der Kontrahenten deutlich wurde (Endstand: 1:4).
2013/14 tritt der AC Cambrai in der Division d’Honneur, der inzwischen nur noch sechsten Spielklasse, an.

## Bekannte ehemalige Spieler und Trainer
- Albert Dubreucq, Trainer 1968–1971
- Georges Grabowski, Spieler 1974–1976
- Harald Klose, Spieler 1973–1975
- Jean Lechantre, französischer Nationalspieler, Spieler bzw. Spielertrainer 1955–1959
- Pierre Phelipon, Trainer 1974–1976
- Marie-Noëlle Warot-Fourdrignier, Mitte der 1980er Spielerin beim ACC, in dieser Zeit auch Nationalspielerin